# Miguel Baptista Maciel
Miguel Baptista Maciel (8 de maio de 1822 – 1 de Setembro de 1900) foi um militar da arma de engenheiro do Exército Português, no qual atingiu o posto de general. Exerceu as funções de Inspector e Director da Arma de Engenharia, dirigiu algumas das principais obras militares do seu tempo e esteve ligado à construção de diversas obras públicas de grande dimensão. Integrou a Maçonaria e foi grão-mestre do Grande Oriente Lusitano Unido.

## Biografia
Miguel Baptista Maciel nasceu a 8 de maio de 1822.
Formado pela Escola Politécnica e pela Escola do Exército, como Tenente e depois Capitão graduado do Corpo de Engenharia, trabalhou como cartógrafo e topógrafo.
Miguel Baptista Maciel exerceu as funções de Inspector e Director da Arma de Engenharia.
Sendo Oficial de Engenharia, dirigiu a construção e reparação de quase todos os quartéis situados no Minho, Trás-os-Montes e Alto Douro, Douro Litoral e Beiras. Também dirigiu a construção do Quartel da Torre da Marca e do Hospital D. Pedro V, no Porto.
Sendo engenheiro insigne dirigiu a construção das primeiras estradas no Minho e Douro e os trabalhos do Canal da Azambuja.
Com o posto de Coronel foi Fiscal, em 1874, e Vice-Presidente, em 1877 e em 1880, da Comissão Central 1.º de Dezembro de 1640, entidade antecessora da actual Sociedade Histórica da Independência de Portugal. Foi depois o 9.º Presidente desta instituição, desde 18 de Fevereiro de 1890 até à sua morte.
Miguel Baptista Maciel foi Cavaleiro, Comendador e Grã-Cruz da Ordem de Aviz.
Foi Grão-Mestre do Grande Oriente Lusitano Unido de 1881 a 1884.
Miguel Baptista Maciel morreu 11 de Setembro de 1900, no posto de General.